# Chánh án tòa
Chánh án tòa hay Chánh án là một chức danh nhà nước được dùng để chỉ một người đứng đầu một tòa án, được hiểu nôm na là "Tòa trưởng", còn chức danh thẩm phán được dùng chỉ người có thẩm quyền xét xử một vụ kiện hay xét xử một vụ vi phạm pháp luật bị Viện kiểm sát nhân dân cùng cấp phê chuẩn đề nghị truy tố trước pháp luật. Chỉ có Thẩm phán mới có quyền nhân danh Nhà nước tuyên án khi xét xử một vụ án cụ thể, Chánh án có quyền kiểm tra việc tuyên án của Thẩm phán có đúng quy định của pháp luật hay không. Khi Chánh án trực tiếp xét xử một vụ án cụ thể thì lúc đó Chánh án được gọi là thẩm phán của phiên tòa (với điều kiện chánh án phải được bổ nhiệm chức danh Thẩm phán. Thông thường Chánh án đều được bổ nhiệm chức danh Thẩm phán).